# Station Düsseldorf-Oberbilk
Station Düsseldorf-Oberbilk (Duits: Bahnhof Düsseldorf-Oberbilk) is een S-Bahnstation in het stadsdeel Oberbilk van de Duitse stad Düsseldorf. Het station ligt aan de spoorlijnen Keulen – Düsseldorf – Duisburg en Düsseldorf – Solingen.
Onder de naam Oberbilk Bf./PhilipsHalle is het ook een metrostation van de Stadtbahn van Düsseldorf.

## Treinverbindingen
| Serie | Treinsoort            | Route | Bijzonderheden                             |
| ----- | --------------------- | --- | ------------------------------------------ |
| S 1   | S-Bahn (DB Regio NRW) | Solingen Hbf – Düsseldorf-Oberbilk – Düsseldorf Hbf – Düsseldorf Luchthaven – Duisburg Hbf – Mülheim (Ruhr) Hbf – Essen Hbf – Bochum Hbf – Dortmund Hbf |                                            |
| S 6   | S-Bahn (DB Regio NRW) | Köln-Worringen – Köln-Nippes – Köln Hbf – Langenfeld (Rhld) – Düsseldorf-Benrath – Düsseldorf-Oberbilk – Düsseldorf Hbf – Ratingen Ost – Essen Hbf      | Dienstregeling S6 geldig vanaf 10-12-2023  |
| S 68  | S-Bahn (DB Regio NRW) | Langenfeld (Rhld) – Düsseldorf-Benrath – Düsseldorf-Oberbilk – Düsseldorf Hbf – Gruiten – Wuppertal-Vohwinkel                                           | Dienstregeling S68 geldig vanaf 10-12-2023 |

## Stadtbahn-lijnen

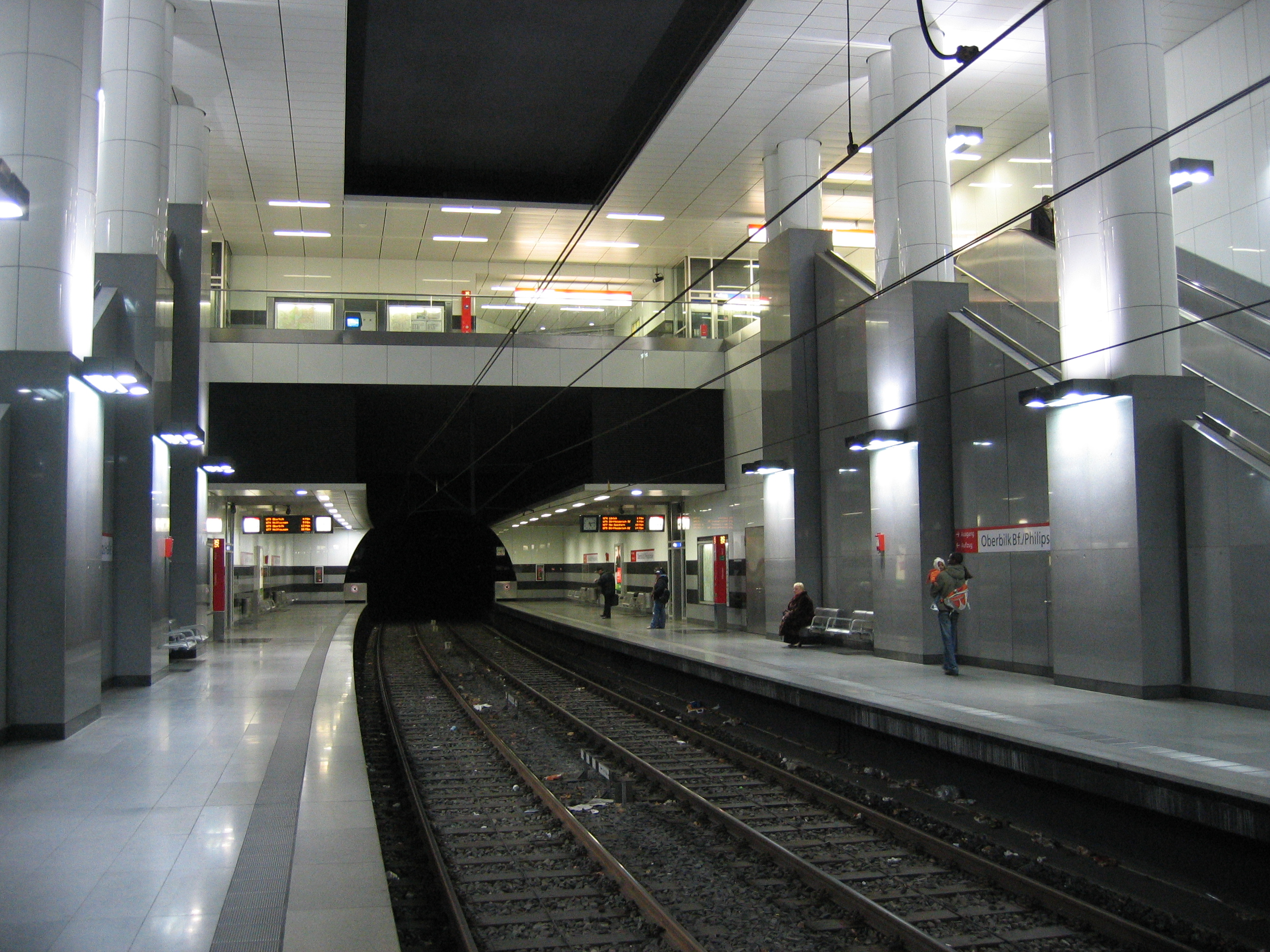
Metrostation Oberbilk Bf./PhilipsHalle van de Stadtbahn van Düsseldorf

| Lijn | Route | Jaar van inbedrijfstelling | Lengte (km) | Stations (ondergrondse stations) |
| ---- | --- | -------------------------- | ----------- | -------------------------------- |
| U74  | Meerbusch, Görgesheide – Haus Meer – Lörick – Düsseldorf Hbf – Oberbilk S – Holthausen – Benrath S – Benrath, Betriebshof                            | 1994                       | 25,5        | 39 (8)                           |
| U77  | Am Seestern – Düsseldorf Hbf – Oberbilk S – Holthausen                                                                                               | 1993                       | 11,6        | 22 (8)                           |
| U79  | DU-Meiderich Bf – Duisburg Hbf – Kesselsberg – Wittlaer – Düsseldorf Hbf – Oberbilk S – Kaiserslauterner Straße – Universität Ost/Botanischer Garten | 1988                       | 41,3        | 50 (20)                          |

0,0: Köln Hbf ·
1,1: Köln Messe/Deutz ·
4,1: Köln-Buchforst ·
5,0: Köln-Mülheim ·
7,5: Köln-Stammheim ·
9,4: Bayerwerk ·
11,7: Leverkusen Mitte ·
13,3: Leverkusen-Küppersteg ·
16,1: Leverkusen-Rheindorf ·
20,2: Langenfeld (Rhld) ·
22,7: Langenfeld (Rhld)-Berghausen ·
24,7: Düsseldorf-Hellerhof ·
26,0: Düsseldorf-Garath ·
28,5: Düsseldorf-Benrath ·
31,0: Düsseldorf-Reisholz ·
33,5: Düsseldorf-Eller Süd ·
39,5: Düsseldorf Hbf ·
46,0: Düsseldorf-Unterrath ·
47,7: Düsseldorf Flughafen ·
49,2: Kalkum ·
52,1: Angermund ·
53,8: Duisburg-Rahm ·
55,8: Duisburg-Großenbaum ·
57,8: Duisburg-Buchholz ·
60,0: Duisburg Schlenk ·
63,1: Duisburg Hbf
Dortmund Hbf ·
Dortmund-Dorstfeld ·
Dortmund-Wischlingen ·
Dortmund-Dorstfeld Süd ·
Dortmund Universität ·
Dortmund-Oespel ·
Dortmund-Kley ·
Bochum-Langendreer ·
Bochum-Langendreer West ·
Bochum Hbf ·
Bochum-Ehrenfeld ·
Wattenscheid-Höntrop ·
Essen-Eiberg ·
Essen-Steele Ost ·
Essen-Steele ·
Essen Hbf ·
Essen West ·
Essen-Frohnhausen ·
Mülheim Hbf ·
Mülheim-Styrum ·
Duisburg Hbf ·
Duisburg Schlenk ·
Duisburg-Buchholz ·
Duisburg-Großenbaum ·
Duisburg-Rahm ·
Angermund ·
Düsseldorf Flughafen ·
Düsseldorf-Unterrath ·
Düsseldorf-Derendorf ·
Düsseldorf Zoo ·
Düsseldorf-Wehrhahn ·
Düsseldorf Hbf ·
Düsseldorf Volksgarten ·
Düsseldorf-Oberbilk ·
Düsseldorf-Eller Mitte ·
Düsseldorf-Eller ·
Hilden ·
Hilden Süd ·
Solingen Vogelpark ·
Solingen Hbf
Essen Hbf ·
Essen Süd ·
Essen Stadtwald ·
Essen-Hügel ·
Essen-Werden ·
Kettwig ·
Kettwig Stausee ·
Hösel ·
Ratingen Ost ·
Düsseldorf-Rath ·
Düsseldorf-Rath Mitte ·
Düsseldorf-Derendorf ·
Düsseldorf Zoo ·
Düsseldorf Wehrhahn ·
Düsseldorf Hbf ·
Düsseldorf Volksgarten ·
Düsseldorf-Oberbilk ·
Düsseldorf-Eller Süd ·
Düsseldorf-Reisholz ·
Düsseldorf-Benrath ·
Düsseldorf-Garath ·
Düsseldorf-Hellerhof ·
Langenfeld-Berghausen ·
Langenfeld (Rheinland) ·
Leverkusen-Rheindorf ·
Leverkusen-Küppersteg ·
Leverkusen Mitte ·
Bayerwerk ·
Köln-Stammheim ·
Köln-Mülheim ·
Köln-Buchforst ·
Köln Messe/Deutz ·
Köln Hbf ·
Köln Hansaring ·
Köln-Nippes